# Trận chiến biển Philippine
Trận chiến biển Philippines (hay còn được gọi là "Cuộc bắn gà ở quần đảo Mariana") là trận hải chiến trong Chiến tranh thế giới thứ hai giữa hải quân Đế quốc Nhật Bản và hải quân Mỹ diễn ra từ ngày 19 đến 20 tháng 6 1944 tại quần đảo Mariana. Đây cũng là trận hải chiến bằng hàng không mẫu hạm lớn nhất trong lịch sử  khi cả hai bên đã sử dụng tổng cộng 24 hàng không mẫu hạm trong trận đánh này (15 của Mỹ và 9 của Nhật).
Kết quả trận đánh là sự đại bại của hải quân Nhật khi họ mất khoảng 475 - 550 máy bay và 3 hàng không mẫu hạm lớn. Thất bại của Nhật là do nhiều nguyên nhân: Phía Mỹ có lực lượng máy bay đông hơn, phía Nhật đã đánh giá thấp sự hữu hiệu của radar và tài năng của các phi công đối phương, sự vượt trội của loại máy bay tiêm kích mới Grumman F6F Hellcat của Mỹ, việc trang bị các hệ thống pháo phòng không kiểu mới trên tàu chiến Mỹ, và nhất là sự sụt giảm chất lượng của các phi công Nhật, những người hầu hết là tân binh chưa được huấn luyện kỹ và còn thiếu kinh nghiệm chiến đấu.

## Hoàn cảnh
Sau trận chiến quần đảo Santa Cruz vào tháng 10 và hải chiến Guadalcanal vào tháng 12 1942, Hạm đội liên hợp Nhật đã rút về Truk, Palau và Singapore để tổ chức lại lực lượng. Ngày 18 tháng 4 1943, đô đốc Isoroku Yamamoto, tổng tư lệnh hạm đội liên hợp bị máy bay Mỹ bắn hạ và chức vụ này được thay thế bằng đô đốc Mineichi Koga. Hải quân Nhật giờ đây có nhiệm vụ bảo vệ vành đai phòng thủ trên Thái Bình Dương bao gồm quần đảo Solomon, quần đảo Gilbert, quần đảo Mariana và quần đảo Aleutian.
Koga chết trong một tai nạn máy bay vào tháng 3 1944 và được thay thế bằng đô đốc Soemu Toyoda từ Tokyo, một người chưa bao giờ nhìn thấy tận mắt bất kì trận đánh nào của cuộc chiến và tất nhiên là không có kinh nghiệm chiến đấu. Hạm đội liên hợp, từng là niềm tự hào của đô đốc Yamamoto đã bị chia thành nhiều lực lượng nhỏ. Trong đó, lực lượng lớn nhất là hạm đội số 3, hay Hạm đội cơ động và được chỉ huy bởi phó đô đốc Jisaburo Ozawa.
Tháng 11 1943, bộ chỉ huy hải quân Nhật cho rằng thời cơ để tổ chức một cuộc phản công tại Thái Bình Dương đã đến khi mà sự xuất hiện của các hàng không mẫu hạm và thiết giáp hạm mới đã làm cân bằng lực lượng giữa Nhật và Mỹ. Một hoạch đã được vạch ra là "Chiến dịch A" (あ号作戦) theo đó các máy bay trên hàng không mẫu hạm kết hợp với các máy bay từ căn cứ mặt đất sẽ tấn công và tiêu diệt hạm đội Mỹ, sau đó tiến đến tiêu diệt lực lượng đổ bộ. Vào ngày 3 tháng 5, lệnh thực hiện Chiến dịch A đã được đưa ra và hạm đội Nhật bắt đầu tư thế chờ đợi.
Ngày 15 tháng 6 1944, hạm đội Mỹ do phó đô đốc Raymond A. Spruance bắt đầu cuộc đổ bộ vào Saipan. Trước đó vào ngày 11 tháng 5, hạm đội cơ động Nhật đã rời Singapore đến Tawitawi, hòn đảo nằm ở cực nam Philippines. Đô đốc Toyoda đã gửi một thông điệp đến tất cả các chiến hạm của Nhật Bản, dựa theo câu nói nổi tiếng của đô đốc Tōgō Heihachirō trong trận Tsushima năm 1905: 
| “ | Sự quang vinh hay suy tàn của Đế quốc Nhật phụ thuộc vào trận đánh này. Mỗi người phải cống hiến hết sức mình | ” |

## Sự chuẩn bị

### Nhật Bản

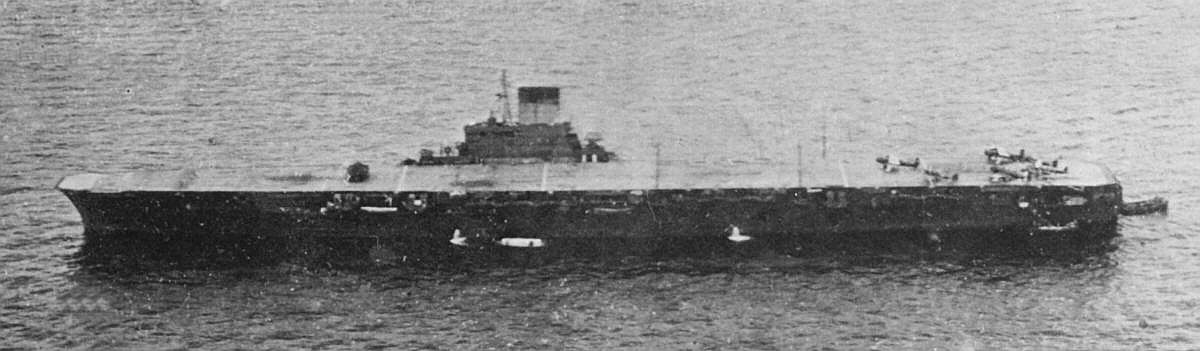
Taihō, hàng không mẫu hạm mới nhất và lớn nhất trong hạm đội Nhật

Hạm đội Nhật Bản, chỉ huy bởi phó đô đốc Jisaburo Ozawa, bao gồm 5 hàng không mẫu hạm cỡ lớn (Taihō,
Shōkaku,
Zuikaku,
Junyō, và
Hiyō); 4 hàng không mẫu hạm nhỏ (Ryuho,
Chitose,
Chiyoda và
Zuihō); 5 thiết giáp hạm (Yamato,
Musashi,
Kongō,
Haruna và
Nagato). Ngoài ra còn có các tuần dương hạm, khu trục hạm yểm trợ và tàu chở dầu.
Ngày 12 tháng 6, các hàng không mẫu hạm của Mỹ bắt đầu những cuộc không kích vào quần đảo Mariana, làm cho đô đốc Toyoda Soemu, Tổng tư lệnh Hạm đội liên hợp tin chắc rằng quân Mỹ sẽ chuẩn bị đổ bộ. Điều này có phần bất ngờ với người Nhật khi họ mong đợi mục tiêu của người Mỹ là ở quần đảo Caroline hay Palau.
Ngày 14 tháng 6 1944, quân Mỹ bắt đầu cuộc đổ bộ vào Saipan. Toyoda ra lệnh cho hạm đội Nhật tấn công. Lực lượng chính của hạm đội, gồm 6 hàng không mẫu hạm và một số thiết giáp hạm gặp nhau vào ngày 16 tháng 6 tại phía tây biển Philippines, hoàn thành việc tiếp nhiên liệu vào ngày 17 tháng 6.

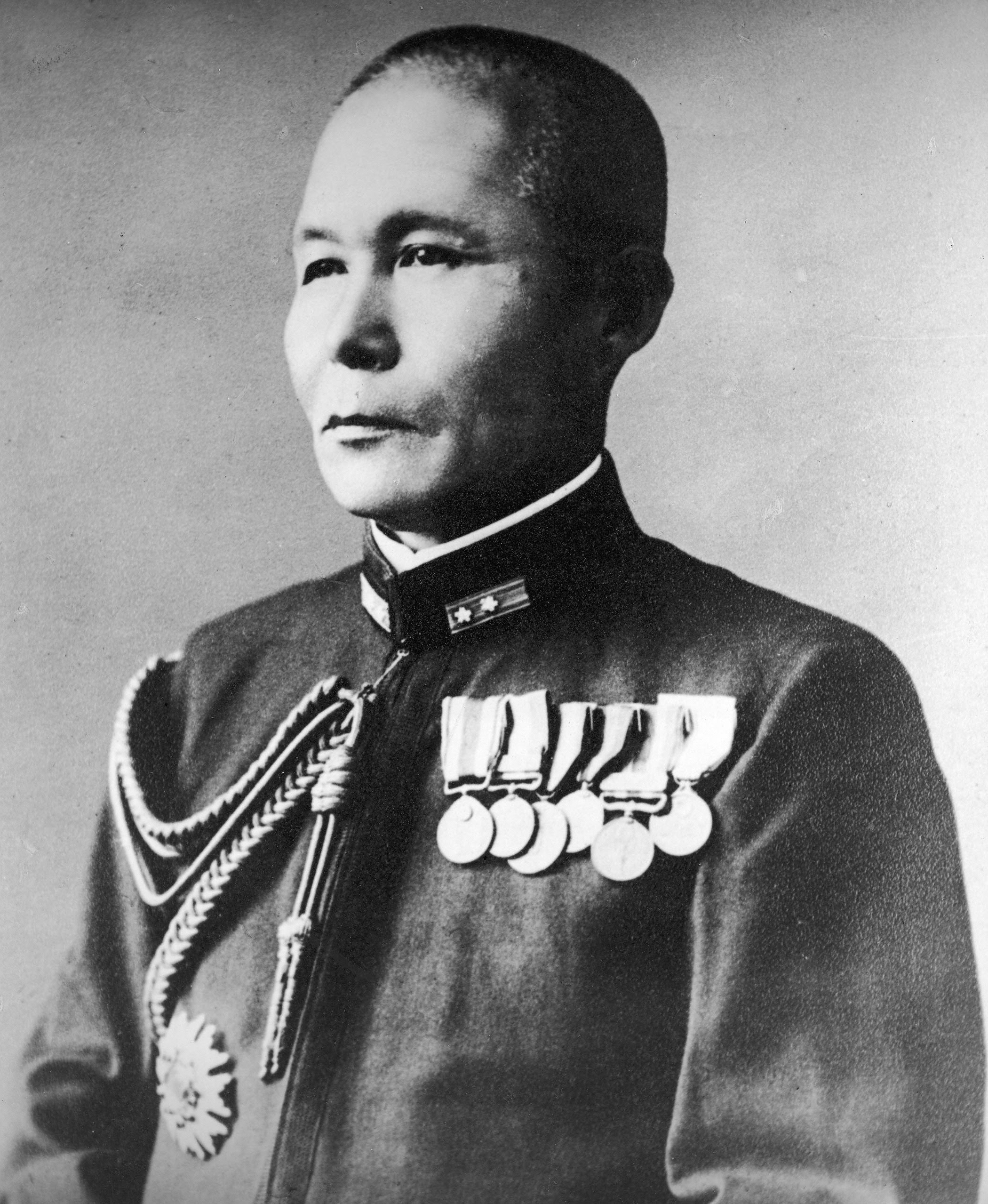
Phó đô đốc Jisaburo Ozawa

Dựa theo phương án đã vạch sẵn, Ozawa vạch kế hoạch cho trận đánh. Ông cho rằng các máy bay của hạm đội mình có tầm hoạt động xa hơn máy bay trên các hàng không mẫu hạm Mỹ. Do đó, ông có thể tấn công quân Mỹ từ khoảng cách xa 300 dặm, trong khi quân Mỹ chỉ có thể tấn công trong 200 dặm. Do đó ông tự tin có thể đánh địch mà không bị đáp trả. Ngoài ra, Ozawa còn tin rằng mình được sự yểm trợ của 500 máy bay trên quần đảo Marianas. Nhờ đó, ông có ưu thế 2 chọi 1 và đây là cơ hội ngàn vàng để tiêu diệt các hàng không mẫu hạm Mỹ. Đến ngày 18 tháng 6 hạm đội Nhật được chia làm 3 lực lượng:
- Lực lượng A gồm 3 hàng không mẫu hạm lớn (Taihō, Shōkaku, Zuikaku), có 207 máy bay (79 chiếc Mitsubishi A6M, 70 chiếc Yokosuka D4Y, 7 chiếc Aichi D3A, 51 chiếc Nakajima B6N), do đích thân Ozawa chỉ huy.
- Lực lượng B do phó đô đốc Takaji Joshima chỉ huy gồm 2 hàng không mẫu hạm lớn (Junyō và Hiyō) và 1 hàng không mẫu hạm nhỏ (Ryuho, có 135 máy bay (81 chiếc Mitsubishi A6M, 27 chiếc Yokosuka D4Y, 9 chiếc Aichi D3A, 18 chiếc Nakajima B6N).
- Lực lượng C gồm 3 hàng không mẫu hạm nhỏ (Chitose, Chiyoda và Zuihō)), có 88 máy bay (62 chiếc Mitsubishi A6M, 17 chiếc Nakajima B5N, 7 chiếc Nakajima B6N).

Ngoài ra hạm đội Nhật còn được yểm trợ bởi 24 tàu ngầm tại Saipan của phó đô đốc Takeo Takagi chỉ huy và 250 máy bay tại các căn cứ mặt đất ở Rota, Saipan, Tinian và Guam của phó đô đốc Kakuji Kakuta.
Hầu hết các máy bay Nhật tham gia trận đánh đều là những loại mới, tiên tiến hơn những loại máy bay Nhật Bản sử dụng vào năm 1941-1942. Chúng bao gồm tiêm kích Mitsubishi A6M5 Đời 52 (phiên bản cải tiến có tốc độ cao hơn so với các phiên bản Zero đời cũ hơn), máy bay ném bom bổ nhào Yokosuka D4Y và máy bay ném ngư lôi Nakajima B6N.
Tuy nhiên kế hoạch của Ozawa có rất nhiều nhược điểm. Ông không hề biết rằng các sân bay trên các đảo đều bị tấn công nên số máy bay không còn được như kế hoạch (chỉ còn khoảng 250 chiếc chứ không phải 500 chiếc như dự tính). Ông cũng không biết rõ về các vũ khí mới của Mỹ, mà trong đó nổi bật nhất là máy bay F6F Hellcat có tính năng vượt trội so với Mitsubishi Zero của Nhật, cùng với loại đạn pháo phòng không có ngòi nổ cận đích (VT-fuzed) kiểu mới trên tàu chiến Mỹ. Thế hệ phi công Nhật Bản đầy kỹ năng và kinh nghiệm vào đầu chiến tranh thì đã hao mòn dần sau những trận đánh hao tổn ở Midway, Solomon, New Guinea và Caroline. Giờ đây được thay thế bằng hầu hết là các phi công tân binh, chưa được huấn luyện kỹ và thiếu kinh nghiệm, nên không có khả năng chiến đấu lợi hại như các phi công đàn anh. Cuối cùng là vấn đề nhiên liệu cho hạm đội: do thiếu nhiên liệu tinh chế, cùng với thiệt hại nặng nề về tàu chở dầu gây ra bởi tàu ngầm Đồng minh nên hạm đội Nhật đã phải sử dụng dầu thô từ Borneo thay thế. Quyết định sử dụng loại nhiên liệu kém chất lượng và dễ bay hơi này đã để lại những hậu quả xấu trong trận đánh về sau.

### Mỹ

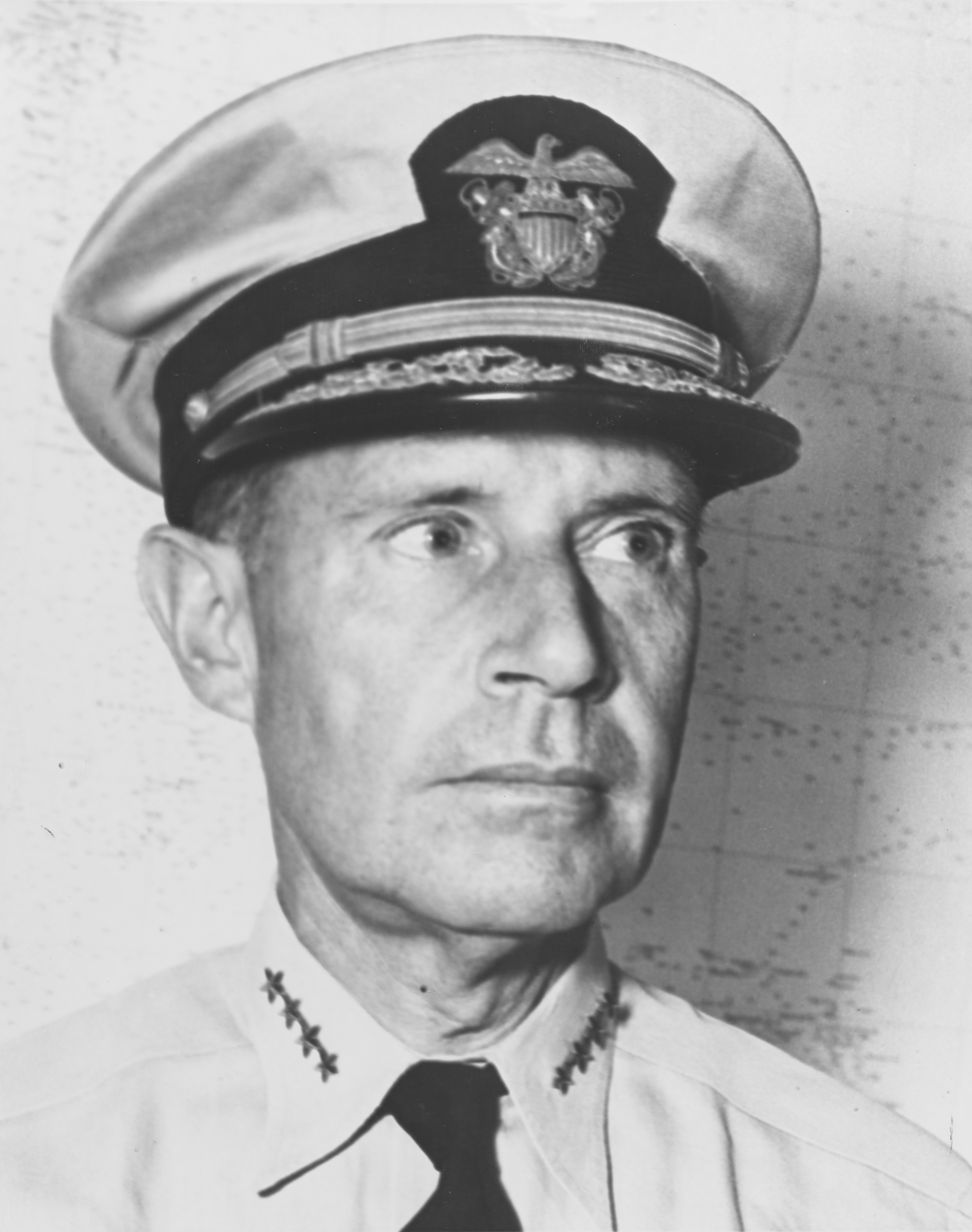
Đô đốc Raymond Spruance

Ngày 15 tháng 6, lực lượng Nhật Bản đã bị tàu ngầm Mỹ phát hiện. Ngày hôm sau, đô đốc Raymond Spruance, chỉ huy hạm đội 5 Mỹ tin chắc rằng một trận chiến lớn đã chuẩn bị bắt đầu. Trưa ngày 18 tháng 6, phó đô đốc Marc Mitscher, trên chiếc kì hạm USS Lexington chỉ huy Lực lượng đặc nhiệm 58 đến gần Saipan để chuẩn bị chạm trán hạm đội Nhật Bản.
Trưa ngày 18 tháng 6, thủy phi cơ trinh sát của Nhật đã phát hiện lực lượng đặc nhiệm 58. Lực lượng Mỹ được chia thành 5 nhóm: nhóm 1 của phó đô đốc Willis Lee (TG-58.7), bao gồm 7 thiết giáp hạm (Washington,
North Carolina,
Indiana,
Iowa,
New Jersey,
South Dakota và
Alabama); nhóm 2 được xem là nhóm yếu nhất do chuẩn đô đốc William K. Harrill chỉ huy (TG-58.4) bao gồm 3 hàng không mẫu hạm (Essex,
Langley và
Cowpens).; nhóm 3 do chuẩn đô đốc Joseph Clark chỉ huy (TG-58.1) gồm 4 hàng không mẫu hạm (Hornet,
Yorktown,
Belleau Wood và
Bataan); nhóm 4 do chuẩn đô đốc Alfred Montgomery chỉ huy (TG-58.2) gồm 4 hàng không mẫu hạm
(Bunker Hill,
Wasp,
Cabot và
Monterey); và cuối cùng nhóm 5 do chuẩn đô đốc John W. Reeves chỉ huy (TG-58.3) cũng gồm 4 hàng không mẫu hạm 
(Enterprise,
Lexington,
San Jacinto, và
Princeton). Ngoài 7 thiết giáp hạm và 15 hàng không mẫu hạm nói trên, lực lượng Mỹ còn có 8 tuần dương hạm hạng nặng, 13 tuần dương hạm hạng nhẹ, 58 khu trục hạm và 28 tàu ngầm. Đây là lực lượng lớn gấp đôi Hạm đội cơ động Nhật.
Khi được tin báo về cho biết vị trí hạm đội Mỹ, chuẩn đô đốc Sueo Obayashi, người chỉ huy 3 hàng không mẫu hạm của Hạm đội cơ động đã điện báo cho tư lệnh hạm đội đồng thời ra lệnh phóng máy bay lên tấn công. Nhưng ông bỗng nhận được lệnh của Tư lệnh hạm đội gọi tất cả các máy bay về, đợi tập trung lực lượng sẽ đánh. Thế là người Nhật bỏ mất cơ hội hiếm có tiêu diệt hạm đội Mỹ vì nếu Nhật tấn công khi ấy, người Mỹ sẽ hoàn toàn bất ngờ do họ không cho máy bay đi trinh sát. Phải đến gần nửa đêm, nhờ radar, đô đốc Chester W. Nimitz từ bộ chỉ huy Hạm đội Thái Bình Dương mới gửi thông báo cho Spruance vị trí kì hạm Nhật đang nằm ở khoảng 350 dặm (562 km) về phía tây-tây nam Lực lượng 58.
Mitscher nhận ra rằng nếu Lực lượng 58 tiếp tục tiến về phía tây sẽ chạm trán hạm đội Nhật trong một cuộc chiến đấu vào ban đêm. Ông đem vấn đề này ra bàn bạc với Lee, người nắm quyền chỉ huy 7 thiết giáp hạm. Tuy nhiên, Lee không hề thích thú trước việc phải chạm trán với hạm đội Nhật vào ban đêm, mặc dù các thiết giáp hạm của ông vượt trội hơn nhiều hầu hết các thiết giáp hạm của Nhật. Ông cho rằng các thủy thủ của mình chưa được huấn luyện đầy đủ cho các cuộc chiến đấu như vậy. Sau cuộc thảo luận với Lee, Mitscher đề nghị Spruance tiến về phía tây để tìm kiếm vị trí lý tưởng để mở những cuộc không kích vào lực lượng Nhật sáng ngày hôm sau.
Spruance từ chối vì ông cho rằng lực lượng này của Nhật chỉ là một lực lượng "chim mồi" để nhử hạm đội Mỹ và nhiệm vụ chính của hạm đội Mỹ là phải bảo vệ cho cuộc đổ bộ ở Saipan. Tuy nhiên, trên thực tế không có một lực lượng "chim mồi" nào cả và do đó sau trận đánh, Spruance đã phải chịu nhiều lời chỉ trích. Tuy nhiên sai lầm này của Spruance còn đỡ hơn sai lầm của đô đốc William Hasley sau này trong trận hải chiến vịnh Leyte khi mà Hasley vì mãi đuổi theo một lực lượng "chim mồi" của Nhật mà bỏ rơi quân Mỹ đổ bộ, suýt nữa đã dẫn đến hậu quả tàn khốc.

## Diễn biến

### Những cuộc đụng độ đầu tiên

Máy bay F6F Hellcat

4:45 sáng ngày 19 tháng 6, phó đô đốc Jisaburo Ozawa lúc này đang ở trên kì hạm Taihō, ra lệnh phóng máy bay đi trinh sát. 5:30 sáng, Lực lượng đặc nhiệm 58 Mỹ di chuyển về hướng đông bắc theo chiều gió và cũng chuẩn bị phóng máy bay trinh sát. Lúc 5:50 sáng, một phi công trên chiếc Mitsubishi Zero đã tìm thấy lực lượng Mỹ. Sau khi dùng radio thông báo vị trí hạm đội Mỹ, anh tấn công một chiếc khu trục hạm và bị bắn hạ.
Nhận được lệnh báo động, lực lượng không quân Nhật trên đảo Guam chuẩn bị tấn công quân Mỹ nhưng đã bị radar trên các tàu chiến Mỹ phát hiện. 1 nhóm F6F Hellcat từ hàng không mẫu hạm Belleau Wood được đưa đến để chặn đứng cuộc tấn công. Khi các máy bay Hellcat đến nơi, những máy bay Nhật vẫn đang còn cất cánh từ sân bay Orote. Một phút sau, nhờ radar, người Mỹ phát hiện ra thêm một lực lượng nữa của Nhật cất cánh từ một hòn đảo khác đang tấn công từ phía bắc. Một trận không chiến lớn đã diễn ra và kết quả là 35 máy bay Nhật bị bắn hạ. Trận không chiến này kéo dài trong khoảng một giờ nữa trước khi các máy bay Hellcat bị gọi trở về hàng không mẫu hạm.

### Nhật Bản tấn công

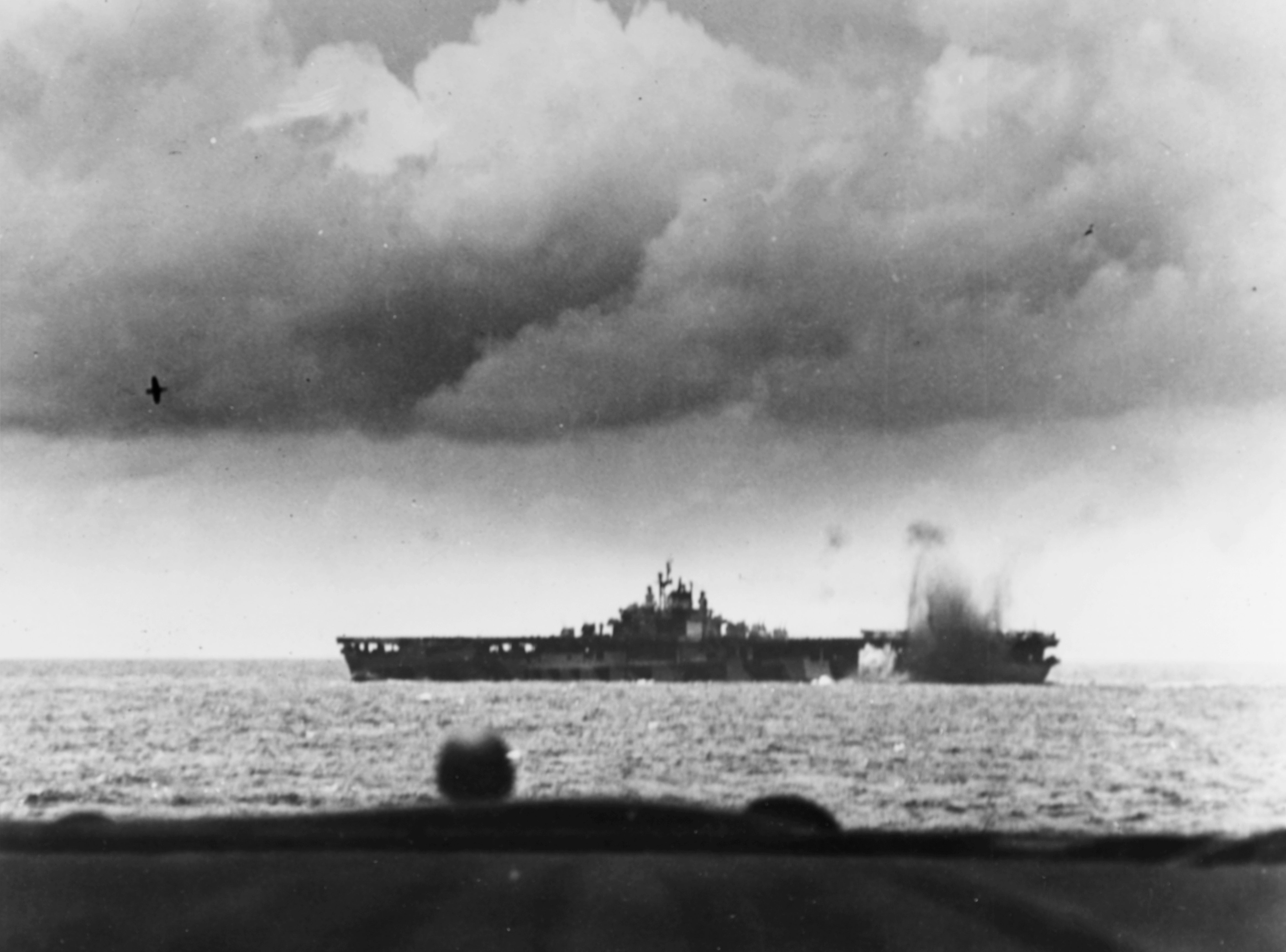
USS Bunker Hill suýt bị trúng bom từ các máy bay Nhật trong đợt không kích ngày 19 tháng 6 năm 1944

08:30, Ozawa phát lệnh tấn công. Lực lượng C gửi đi 69 máy bay, lực lượng A gửi đi 128 máy bay và lực lượng B chỉ gửi đi 47 máy bay. Chưa đầy 1 giờ, hạm đội Nhật đã cho 244 máy bay xuất kích. Trong khi đó, về phía Mỹ, lệnh gọi trở về các máy bay F6F Hellcat được đưa ra sau khi vào lúc 10:00 sáng, radar Mỹ phát hiện đợt tấn công đầu tiên của máy bay Nhật cách 240 km về phía Tây. Khi còn cách hạm đội Mỹ khoảng 100 km, các máy bay Nhật bỗng dừng đà tiến để tập hợp lại đội hình tấn công. Đây là một sai lầm lớn của các phi công Nhật vì hành động trên đã làm mất 10 phút quý giá, do đó khi tốp đầu tiên các máy bay Hellcat đến lúc 10:36, lực lượng tấn công Nhật còn cách hạm đội Mỹ đến 110 km.
Các trận không chiến giữa máy bay 2 bên nổ ra. Các phi công Nhật lái những loại máy bay có tốc độ chậm hơn, hầu hết lại thiếu huấn luyện và kinh nghiệm tác chiến, trong khi máy bay Mỹ lại có số lượng đông hơn. Do bất lợi ở cả 3 yếu tố (kỹ thuật - huấn luyện - quân số) nên phần lớn máy bay Nhật bị phi công Mỹ bắn hạ một cách dễ dàng. 25 máy bay Nhật nhanh chóng bị bắn hạ trong khi Mỹ chỉ mất đúng 1 máy bay. Những chiếc máy bay Nhật còn lại tiếp tục gặp đợt tấn công khác của các máy bay đánh chặn Mỹ và thêm 16 chiếc nữa bị bắn hạ.
Kể cả khi đã vượt qua được hàng rào tiêm kích đánh chặn Mỹ, máy bay Nhật Bản lại phải đối mặt với một số lượng lớn các tàu tuần dương và tàu khu trục Mỹ được trang bị dày đặc pháo phòng không. Các tàu Mỹ có hệ thống điều khiển hỏa lực phòng không kiểu mới, bao gồm cả những khấu pháo cao xạ cỡ 76mm, 127mm trang bị đạn pháo phòng không có ngòi nổ cận đích (VT-fuzed) nên có xác suất bắn trúng đích cao hơn nhiều so với pháo phòng không kiểu cũ. Một số máy bay Nhật cố gắng tấn công 2 khu trục hạm Mỹ USS Yarnall và USS Stockham nhưng không thành công. 3 oanh tạc cơ tấn công vào nhóm thiết giáp hạm của đô đốc Willis Lee và 1 chiếc đã ném 1 quả bom 225 kg trúng USS South Dakota, gây nhiều thương vong (24 người chết và 27 bị thương) nhưng không thể vô hiệu hóa nó. Không một chiếc máy bay nào của Nhật đến gần được hàng không mẫu hạm Mỹ và chỉ có 27 chiếc có thể trở về. Trong đợt tấn công đầu tiên này, 42 máy bay Nhật bị bắn hạ trong tổng số 69, tỉ lệ tổn thất lên đến 61%.

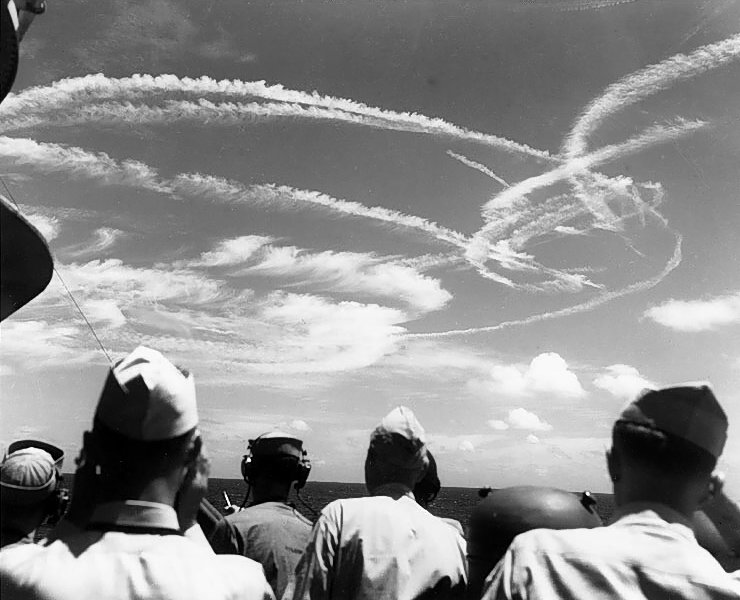
Các thủy thủ trên chiến hạm USS Birmingham đang xem cảnh không chiến giữa máy bay Nhật và Mỹ

Trong khi chờ đợi, lúc 09:00, Ozawa mở cuộc oanh kích thứ hai gồm 129 máy bay. Lúc 11:07, radar Mỹ phát hiện ra các đợt oanh kích này. Khi còn cách hạm đội Mỹ 60 dặm (97 km), 70 máy bay Nhật bị bắn hạ trước khi có thể đến gần hạm đội. 6 chiếc khác tấn công nhóm tàu 58.2 của chuẩn đô đốc Alfred Montgomery và gây được một số tổn thương nhỏ lên 2 hàng không mẫu hạm Bunker Hill và Wasp. 1 nhóm nhỏ các máy bay ném ngư lôi tấn công chiếc Enterprise bằng ngư lôi nhưng tất cả đều trượt. 3 chiếc máy bay ném ngư lôi khác tấn công hàng không mẫu hạm nhỏ Princeton nhưng bị bắn hạ. Kết thúc đợt tấn công thứ hai, 97 trên 129 chiếc máy bay ban đầu của Nhật bị bắn hạ.
Đợt thứ 3 gồm 47 máy bay tấn công từ phía Bắc. Lúc 13:00, khi còn cách hạm đội Mỹ 50 dặm (80 km), đợt tấn công này đã bị 40 máy bay Mỹ đánh chặn. 7 chiếc bị bắn hạ. Đợt tấn công này không thu được kết quả gì nhưng số máy bay bị bắn hạ đã giảm đi nhiều. 40 chiếc trở về an toàn.
Đợt tấn công thứ 4 và cũng là cuối cùng gồm 84 máy bay, xuất kích trong thời gian từ 11.00 đến 11.30. Tuy nhiên, số máy bay này đã nhận thông tin sai về vị trí hạm đội Mỹ và không tìm được. Sau đó, các máy bay tấn công tách thành 2 nhóm đến Guam và Rota để tiếp nhiên liệu. Nhóm đến Rota trên đường đi đã gặp lực lượng TG 58.2 của Montgomery. 18 chiếc lao vào đánh nhau với các máy bay tiêm kích Mỹ và 9 chiếc bị bắn hạ. 9 máy bay ném bom tấn công 2 hàng không mẫu hạm Wasp và Bunker Hill nhưng không gây được tổn thương gì, lại thêm 8 chiếc bị bắn hạ. Nhóm đến Guam thì bị 27 chiếc F6F Hellcat đánh chặn và 30 trên 49 chiếc bị bắn hạ, số còn lại bị thương nặng.
Như vậy chỉ trong ngày đầu, 330 máy bay Nhật đã bị bắn hạ. Số máy bay trên bao gồm hầu hết các máy bay Nhật trên quần đảo Mariana và quần đảo Bonin, gần nửa số máy bay trên các hàng không mẫu hạm. Trong khi Mỹ chỉ tổn thất trong ngày này 23 máy bay. Vì cuộc đại bại này của không lực Nhật Bản mà trận đánh có biệt danh "Cuộc bắn gà ở quần đảo Mariana"

### Tàu ngầm Mỹ tấn công

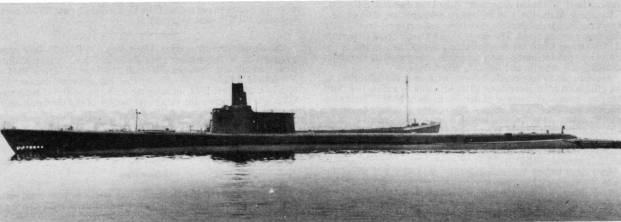
Tàu ngầm USS Albacore (SS-218)

Ngày 16 tháng 6, tàu ngầm Mỹ USS Cavalla phát hiện một nhóm các tàu chở dầu Nhật đang đi theo Hạm đội cơ động về phía Bắc. Chỉ huy tàu ngầm này là Trung tá Herman J. Kossler đã thông báo phát hiện trên và có ý định tấn công các tàu chở dầu, tuy nhiên tổng chỉ huy lực lượng tàu ngầm hạm đội Thái Bình Dương Charles Lockwood lại ra lệnh cho tàu ngầm này bám theo các tàu chở dầu trên để tiếp cận Hạm đội cơ động. Ngày 17 tháng 6, hạm đội của Ozawa đến nạp đầy nhiên liệu lần cuối cùng trước trận đánh. Cavalla thông báo tin này và âm thầm bám theo Hạm đội cơ động trong khi người Nhật lại không hề hay biết gì cả.
Ngày 18 tháng 6, thêm một tàu ngầm Mỹ nữa đến phối hợp với USS Cavalla là USS Albacore. Sáng ngày 19 tháng 6, Albacore phát hiện các hàng không mẫu hạm Nhật và bắt đầu tấn công. Mục tiêu của nó là hàng không mẫu hạm Taihō, mẫu hạm mới nhất và lớn nhất trong lực lượng Nhật. Lúc này, Taiho vừa cho xuất kích 42 máy bay cho đợt tấn công thứ 2.
Hệ thống điều khiển ngư lôi của Albacore đã bị hỏng nên tất cả các ngư lôi đều được phóng bằng tay. 4 quả đi chệch mục tiêu và 2 quả trúng đích. Sakio Komatsu, một phi công Nhật vừa được phóng lên trông thấy quả ngư lôi đã không ngần ngại cho máy bay chúi đầu đâm vào và cả hai cùng nổ tung cách tàu 100 m. Tuy nhiên, quả ngư lôi thứ 2 đã đâm vào mạn tàu làm vỡ 2 thùng nhiên liệu máy bay. Đến thời điểm này, sự thiệt hại vẫn chưa có gì nghiêm trọng và chiếc tàu vẫn nằm trong tầm kiểm soát.
11:23, Cavalla thấy hàng không mẫu hạm Shōkaku đang chờ máy bay trở về đã cho phóng ngư lôi tấn công. Shōkaku đang trong quá trình tiếp nhiên liệu cho máy bay nên các ngư lôi đã gây ra các đám cháy không thể kiểm soát được và ngày càng bùng lên dữ dội khi nó gặp phải đạn và bom trên tàu. Cuối cùng, thuyền trưởng đã phải ra lệnh bỏ tàu. Vào lúc 14:08, một trái bom phát nổ khiến Shōkaku chìm nhanh chóng và làm cho 1.263 người thiệt mạng. Tàu tuần dương Nhật Yahagi cùng các tàu khu trục Urakaze, Wakatsuki và Hatsuzuki đã cứu được Thuyền trưởng Matsubara Hiroshi cùng 570 thủy thủ.
Trong thời gian đó, sĩ quan chỉ huy việc sửa chữa tàu Taihō do thiếu kinh nghiệm đã để mắc 1 sai lầm khủng khiếp. Ông này ra lệnh cho mở toàn bộ hệ thống thông hơi trên tàu để tống hết khói ra. Tuy nhiên hành động này đã dẫn đến hơi xăng tràn khắp tàu và Taihō trở thành một quả bom hẹn giờ khổng lồ mà không ai hay biết. Lúc 17:32, hơi xăng trên boong tàu bắt lửa gây ra một chuỗi các tiếng nổ lớn rồi chìm, kéo theo 1.650 sĩ quan và thủy thủ. Như vậy trong ngày đầu trận chiến, Nhật đã để tàu ngầm Mỹ đánh chìm hai hàng không mẫu hạm của mình.

### Mỹ phản công

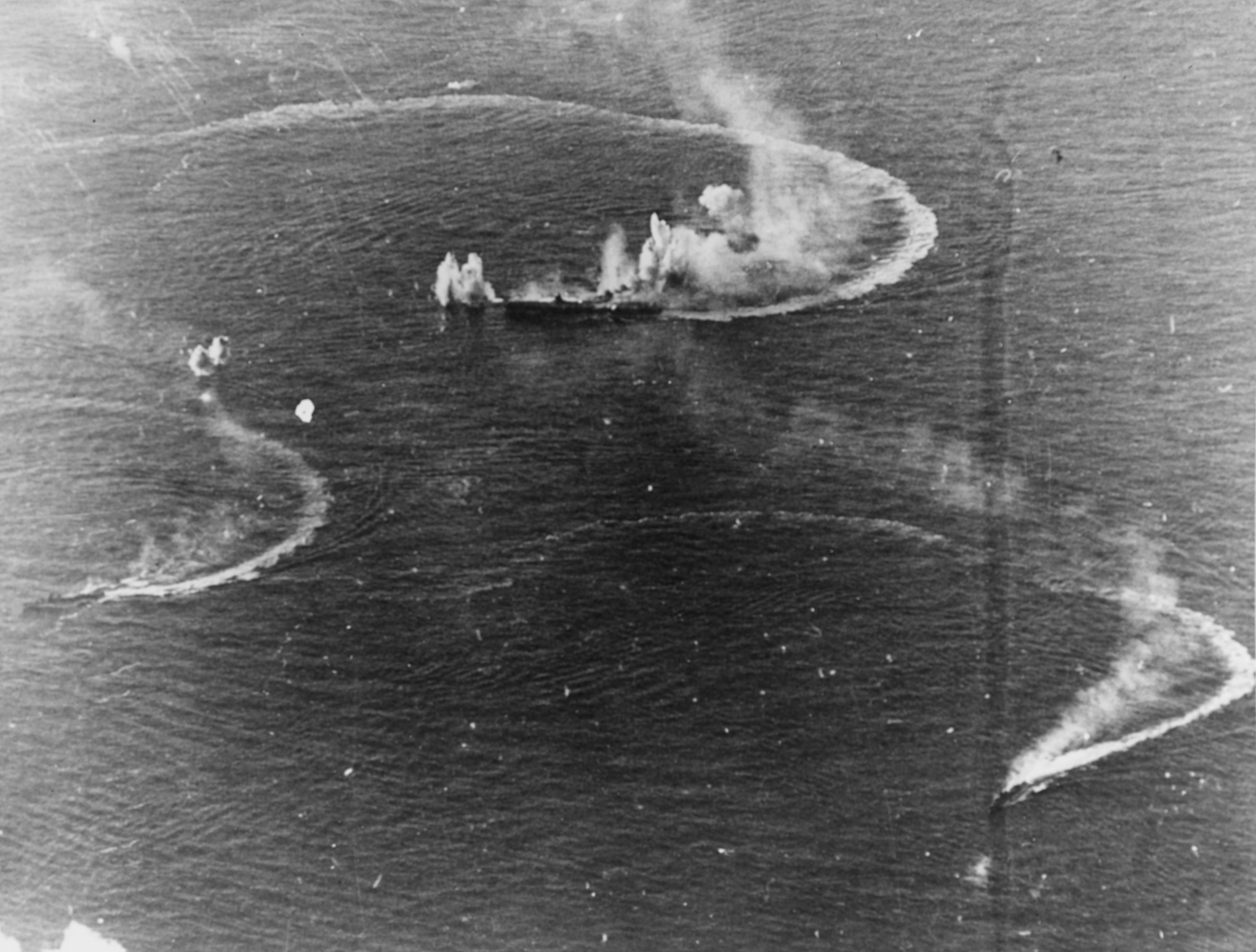
Hàng không mẫu hạm Zuikaku (giữa) và 2 khu trục hạm của Nhật Bản đang bị tấn công bởi các hàng không mẫu hạm Mỹ ngày 20 tháng 6 năm 1944

Lực lượng đặc nhiệm Mỹ đã di chuyển về phía tây trong suốt đêm ngày 19 để tìm kiếm Hạm đội cơ động Nhật. Sáng ngày 20 tháng 6, các máy bay trinh sát đã được phóng lên để tiếp tục cuộc tìm kiếm. Phó đô đốc Jisaburo Ozawa đã chuyển sang khu trục hạm Wakatsuki sau khi Taihō bị trúng ngư lôi. Tuy nhiên hệ thống radio trên chiếc tàu này không có khả năng gửi đi đủ tín hiệu cần thiết nên ông lại chuyển kì hạm sang hàng không mẫu hạm Zuikaku lúc 13h00. Đến thời điểm này Ozawa mới biết thảm bại kinh hoàng trong ngày và ông nhận ra mình chỉ còn khoảng 150 máy bay. Tuy nhiên, Ozawa vẫn tin là tại Guam và Rota vẫn còn hàng trăm máy bay nữa (Phó đô đốc Kakuji Kakuta đã giấu không báo cáo cho ông việc các máy bay ở Guam và Rota đã bị mất gần hết) nên ông quyết định sẽ tiến hành không kích tiếp tục vào ngày 21 tháng 6.
Phải đến 15:40, trung úy R.S. Nelson, người được phóng lên từ hàng không mẫu hạm USS Enterprise mới tìm thấy hạm đội Nhật và gửi báo cáo. Tuy nhiên báo cáo đầu tiên lại quá ngắn khiến Mitscher vẫn không biết rõ vị trí. Đến 16:05, báo cáo thứ hai đến với nội dung hoàn toàn rõ ràng khiến Mitscher ngay lập tức quyết định mở cuộc không kích vào hạm đội Nhật. Quyết định này tương đối mạo hiểm vì 2 hạm đội cách nhau 2 tiếng bay và mặt trời sẽ lặn lúc 18.30.
Lúc các máy bay Mỹ đến là thời điểm hạm đội Nhật đang cho tiếp tế nhiên liệu. Ozawa chỉ có khoảng 35 máy bay lên đánh chặn để bảo vệ hạm đội nhưng các phi công này đều dày dặn kinh nghiệm. Hỏa lực súng phòng không Nhật cũng vô cùng mãnh liệt nhưng đợt tấn công này Mỹ sử dụng đến 225 máy bay nên không thể ngăn chặn được hết.
Những nạn nhân đầu tiên của đợt không kích này là 2 tàu chở dầu. Hàng không mẫu hạm Hiyō bị tấn công bởi bốn chiếc Grumman TBF Avenger từ hàng không mẫu hạm hạng nhẹ USS Belleau Wood và bị đánh trúng hai quả ngư lôi và chết đứng giữa biển trong khi các đám cháy lan rộng. Sau hai giờ, các vụ nổ xảy ra khiến nó chìm kéo theo 250 người trên tàu. Khoảng 1.000 thủy thủ đã được các khu trục hạm cứu. Đây cũng là hàng không mẫu hạm cuối cùng của Nhật bị đánh chìm trong trận này. Các hàng không mẫu hạm khác như Zuikaku, Junyō, Chiyoda cùng thiết giáp hạm Haruna bị thiệt hại nhẹ bởi bom. 20 máy bay Mỹ bị bắn hạ trong đợt không kích này.
Khi đợt tấn công kết thúc cũng là lúc trời đã sụp tối. Giờ đây các máy bay trở về phải đối mặt với những khó khăn và nguy hiểm trong việc hạ cánh vào ban đêm. Ngoài ra việc bay 275-300 dặm đến hạm đội Nhật cũng khiến cho nhiên liệu cạn kiệt đến mức nguy hiểm. Lúc 20:45, chiếc máy bay Mỹ đầu tiên trở về Lực lượng đặc nhiệm 58.
Mitscher, người hiểu rõ những khó khăn của phi công trong việc hạ cánh ban đêm đã ra lệnh chiếu sáng toàn bộ các hàng không mẫu hạm, bất chấp mối đe dọa bởi các cuộc tấn công của tàu ngầm và máy bay bay đêm. Mọi chiến hạm đều bật sáng hết đèn và các khu trục hạm bắn đạn pháo sáng trong 2 giờ để giúp các máy bay trở về. Tuy vậy, cũng đã có 80 máy bay bị tai nạn trên boong khi hạ cánh hoặc đa số là rơi xuống biển. Đa số các đội bay đã được cứu trong những ngày tiếp theo.

## Kết quả
Đêm ngày 20 tháng 6, Ozawa nhận được lệnh của đô đốc Toyoda rút lui khỏi biển Philippines. Lực lượng đặc nhiệm Mỹ tiếp tục truy đuổi hạm đội Nhật về phía Tây nhưng trận đánh đã kết thúc.
Trận hải chiến kéo dài trong 2 ngày này là cuộc đối đầu lớn nhất trong lịch sử giữa các hàng không mẫu hạm. Phía Nhật trong 4 lần không kích đã cho xuất kích tổng cộng 373 máy bay và chỉ có 130 chiếc trở về, tồn thất là 243 chiếc bị bắn rơi. Thiệt hại về máy bay của Nhật còn tăng thêm khi 2 hàng không mẫu hạm lớn bị tàu ngầm Mỹ đánh chìm. Sang ngày thứ 2, Nhật mất tiếp 1 hàng không mẫu hạm cỡ lớn nữa do bị máy bay Mỹ không kích. Nhiều máy bay đặt ở các căn cứ trên đất liền cũng bị bắn rơi, nâng tổng số máy bay Nhật bị mất lên tới khoảng 475 - 550 chiếc. Ozawa rút lui chỉ với 35 chiếc máy bay sống sót trong tổng số 450 chiếc ban đầu trước trận đánh. Sau trận đánh, Hạm đội cơ động Nhật đã mất đi 92% số máy bay và 3 hàng không mẫu hạm cỡ lớn cùng với hàng ngàn nhân công giàu kinh nghiệm đã khiến cho Lực lượng đặc nhiệm hàng không mẫu hạm  đầy đủ thực chất cuối cùng của hải quân Nhật tan tành. Trong khi đó về phía Mỹ, tổn thất chỉ là 1 thiết giáp hạm bị hư hại và 123 máy bay, trong đó có 80 máy bay là do tai nạn khi hạ cánh vào ban đêm.
Trận đánh này đã giáng cho hải quân Nhật một đòn chí tử và làm tiêu tan ảo vọng về một "Trận đánh quyết định". Thất bại này đã khiến cho lực lượng Lục quân Nhật trên quần đảo Mariana hết hy vọng trong việc tiếp tế và yểm trợ trên biển. "Vành đai phòng ngự tuyệt đối" bắt đầu tan vỡ khi Saipan thất thủ không lâu sau đó. Và cuối cùng, những mất mát của Nhật tại quần đảo Mariana là không thể thay thế được. Do việc mất quá nhiều phi cơ và đội bay trong trận đánh này mà các máy bay Nhật đã không còn có thể chạm trán với hạm đội Mỹ lần nữa. 4 tháng sau đó trong trận hải chiến vịnh Leyte, Ozawa đã huy động 4 hàng không mẫu hạm nhưng trên đó chỉ còn 108 máy bay, chúng chỉ có thể đóng vai trò mồi nhử và phải giao nhiệm vụ tấn công chủ yếu lại cho các thiết giáp hạm và tuần dương hạm.